# Густав Климт
Густав Климт (на немски: Gustav Klimt) е австрийски художник символист, основател на школата в изобразителното изкуство, известна като „Виенски сецесион“ (вж. сецесион).

## Биография
Густав Климт е роден на 14 юли 1862 г. във виенското предградие Баумгартен в семейството на художника и гравьор Ернст Климт. Густав е второто от седем деца – три момчета и четири момичета. Майката (Анна Климт) има желание, но не успява да се реализира като музикантка. По-голямата част от детството си Климт преживява в бедност, тъй като родителите му нямат постоянна работа. И тримата синове на Ернст Климт стават художници.
Густав най-напред се учи от баща си, а през 1876 г. постъпва във Виенското художествено-занаятчийско училище при Австрийския музей на изкуствата и промишлеността. Следващата година в него влиза и брат му Ернст, който по-късно става гравьор. Густав учи там до 1883 г., като специализира архитектурна живопис. За разлика от много млади художници, Климт приема принципите на консервативното академично образование.
От 1880 г. Густав, брат му Ернст и техният приятел Франц Мач изписват фреските в театрите в Райхенберг, Риека и Карлови Вари. През 1885 г. тримата работят по оформлението на виенския Бургтеатър и Художествено-историческия музей.
През 1888 г. Климт получава от император Франц Йосиф „Златен кръст“ за заслуги в изкуството. Става почетен член на Мюнхенския и Виенския университети.
Бащата и братът Ернст умират през 1892 г. и Густав поема изцяло финансовата отговорност за семейството. Това налага дълбок отпечатък върху художествените му възгледи и скоро той развива собствен, силно индивидуален стил. В началото на 1890-те години художникът среща Емили Фльоге, която, въпреки увлеченията му по други жени, остава негова спътница до края на живота му. Въпреки това Густав Климт и Емили никога не заживяват заедно. Тяхната връзка се отличава с усещане за свобода и автономност и е необременена от обществени конвенции или очаквания. Докато Климт остава известен с любовните си авантюри, неговата трайна привързаност към Емили е очевидна в нежната интимност и емоционалната дълбочина на неговите портрети. Емили Фльоге е член на кръговете на виенската бохема и успешна бизнесдама. Заедно със сестра си управлява моден салон за висша мода, наречен Schwestern Flöge („Сестрите Фльоге“). Емили има по-бунтарски вкус към модата, който конвенционалното общество не съумява да разбере по това време. Тя оказва не само влияние в личният му живот, но оставя следа и в творчеството му.
Климт става през 1897 г. един от основателите и президент на Виенския сецесион и сп. Ver Sacrum („Свещена пролет“), издавано от групата, в която членува до 1908 г. Неин символ е Атина Палада – символ на мъдростта и изкуството. От началото на 1890-те години Климт ежегодно почива заедно със семейство Фльоге на езерото Атерзе, където създава много пейзажи.
През 1894 г. известният художник получава поръчка – три картини за украса на тавана в главната сграда на Виенския университет. „Философия“, „Медицина“ и „Правосъдие“, които остро са критикувани заради тематиката, определяна като порнографска. По тази причина творбите никога не са поставени на мястото, за което са предназначени. Това е и последната обществена поръчка, която художникът приема. Климт подава оставка от Асоциацията на австрийските художници, която се помещава във Виена Кюнстлерхаус (Künstlerhaus). Картините са завършени между 1900 и 1907 г. И трите картини са преместени по време на Втората световна война. Те са изгорели в замъка Имендорф в Долна Австрия през 1945 г. През 2021 г. тези изображения са реконструирани в цвят с помощта на изкуствен интелект в проект, базиран на запазените черно-бели изображения.
На 3 април 1897 г. Густав Климт, Йозеф Мария Олбрих, Йозеф Хофман, Коломан Мозер и други художници и архитекти основават артистичната група „Виенски сецесион“. Климт става неин президент.
От 26 март до 15 юни 1898 г. е организирана първата изложба на Сецесион, която е изключително успешна за времето си и има около 57 000 посетители, продадени са 218 произведения. През същата година Климт става член на Сецесион – Мюнхен.
През 1899 г. е излиза първият брой на списание Ver Sacrum, издадено от групата. По-късно същата година се открива втората изложба на сецесион (13 ноември), проведена в новата сграда на Сецесион, проектирана от Йозеф Мария Олбрих (1867 – 1908 г.) Климт отново разбунва общественото мнение с картината „Голата истина“ (1899).
Специално за 14-ата изложба на сецесиона през 1902 г. художникът завършва стенописа „Бетовенски фриз“ (нем. Beethoven Frieze), който не е повече показван до 1986 г., а днес може да бъде видян в сградата на Виенския сецесион. Густав Малер композира музика за изложбата.
През 1904 г. Климт прави проект за мозаечния фриз на Двореца Стокле (Palais Stoclet) в Брюксел. Дворецът, който е завършен през 1910 -11 г., се счита за основен пример за дизайн на предприятието „Виенски работилници“ (Wiener_Werkstätte).
„Златният период“ в творчеството на Климт е белязан от позитивната реакция на критиката и е най-успешният за художника. Названието произхожда от позлатата, използвана в много от работите му, от „Дворецът на Атина“ (1898) и „Юдит“ (1901) до най-известната от този период – „Целувката“ (1907 – 1908). Златният фон и символиката, близка до византийската, насочват към мозайките на Венеция и Равена, които Климт вижда по време на пътешествието си из Италия. Министерството на образованието купува картината, която е една от знаковите картини от „Златния период“, а днес тази картина е изложена в музея „Белведере“ във Виена. Мнозина вярват, че двойката в картината представлява Климт и модната дизайнерка Емили Фльоге.
В същото време той се увлича по декоративното изкуство в стил ар нуво. Между 1907 и 1909 г. прави пет портрета на жени, облечени в кожи.
Климт води много обикновен живот, работи в дома си, посвещава времето си на живописта (включително на движението Сецесион) и семейството и не поддържа приятелски отношения с други художници. Достатъчно известен, за да получава много частни поръчки, той си избира само онези, които са му интересни.
Както и Огюст Роден, Климт използва митологията и алегорията, за да завоалира своята дълбоко еротична природа, а много от неговите рисунки издават чисто сексуалния му интерес към жените. През 1911 г. картината на Климт „Живот и смърт“ получава наградата на Световната изложба в Рим.
Централна тема в картините на Климт е женската красота, но присъстват още стилизирани цветя, шапки, спирали. Климт умее да придава фотографска прецизност на моделите. Неприкритата еротика в картините му обаче е повод за скандали по неговото време, тъй като предизвиква възмущение. Картината му „Медицина“, като подчертава безсилието да се изцерят страдащите, представя сексуалността като освобождаваща сила.
В началото на творчеството си, с брат си Ернст работят заедно върху четири алегории и по онова време стилът му по-скоро напомня за барока. Двамата изписват театъра в Теормина. Повлиява се от художника Ханс Макарт, виден представител на академизма. Прави портрет на Соня Книбс, като „комплексът му“ за празно пространство се подчертава ясно и от монументалното присъствие на фигурата.
По-късно се насочва към рисуването на пейзажи, взимайки за пример постимпресионистите и импресионистите. В пейзажите му е характерно използването на повтарящи се елементи, като те се развиват в посока на кубизма. Климт неслучайно избира квадрата, тъй като тази форма създава въздействие на спокойствие.
Анна Климт напуска този свят през 1915 г., а на 6 февруари 1918 г. синът ѝ Густав умира във Виена от пневмония, предшествана от инсулт. Погребан е в гробището Хитцинг в австрийската столица. Много негови картини остават недовършени.
През 2006 г. е представен австрийският биографичен филм „Климт“,. Автор на сценария и режисьор е чилиеца Раул Руис, с адаптация на английски език от Гилбърт Адер. Оператор е Рикардо Аронович, а музиката композира Хорхе Ариагада. Главната роля се изпълнява от Джон Малкович, Емили Фльоге е изобразена във филма от Вероника Ферес.

## Избрани картини
- „Златната рибка (към критиците ми)“ (1901 – 1902)
- „Атина Палада“
- „Правосъдие“
- „Водни змии I и II“ (1904 – 1907)
- „Копнеж за щастие“ – има митология
- „Враждебни сили“
- „Трите възрасти на жената“ (1905)
- „Селска градина“ (1905 – 1906)
- „Целувката“ (1907 – 1908)
- „Надежда“ (1907 – 1908) – замислена е като икона
- „Даная“ (1907) – замислена е като еротичен екстаз
- „Танцьорка“ (1916 – 1918) – обръща се към японското изкуство
- „Девица“ (1913)
- „Младоженката“

## Галерия
- Адам и Ева (1917 – 1918)
- Юдит I (1901)
- Портрет на Адел Блох-Бауер I (1907)
- Портрет на Йохана Щауде (1917 – 1918)
- Целувката (1907 – 1908)
- Хигия (1900 – 1907)
- Портрет на дама (1916 – 1917)
- Даная (1907 – 1908)
- Портрет на Адел Блох-Бауер (1912)
- Прегръдката (1905 – 1909)
- Портрет на Фрица Ридлер (1906)
- Малчезине на езерото Гарда (1913)
- Nuda Veritas (1899)
- Част от „Бетховеновия фриз“ (1902)